# 고사고전
고사고전(일본어: 古史古伝 코시코덴[*])은 일본 고대사의 정사인 기기(『고사기』와 『일본서기』)와 현저히 다른 내용의 역사를 전하는 문헌들을 일괄적으로 가리키는 명칭이다. 초고대문서(超古代文書)라고도 한다. 고사고전은 모두 학계 주류에서는 위서로 취급한다. 『무공야화』나 『백륜중구기』 같은 중세사 이후의 역사를 다루는 위서는 고사고전이라고 부르지 않는다.
고사고전 같은 위사의 작성은 그것이 작성된 사회와 시대의 시대정신을 반영한다. 하라다 미노루는 옴진리교도 이런 위사운동에서 등장했다고 지적한다. 실제로 아사하라 쇼코가 고사고전에 등장하는 금속 히히이로카네에 관한 기사를 오컬트 잡지에 발표한 적이 있다.
고사고전이라는 표현은 유사역사학자 아고 키요히코가 『고사기 이전의 서』(1972년)에서 제창한 것으로 알려져 있다. 아고는 원래 "초고대문서"라는 표현을 선호했고, 다만 초고대문서들을 분류하는 용어로서 "고전사서", "고사사서" 등을 사용했을 뿐이다. 1980년대 이후 사치 요시히코가 이를 받아 "고사고전"이라고 확실히 명명했다.

## 아고 키요히코의 초고대문서 분류
고전사서(古典四書)
- 『고사기』
- 『일본서기』
- 『선대구사본기』, 통칭 구사기
- 『고어습유』

『고어습유』를 제외하고 “고전삼서”라고도 한다. 이 범주는 이단으로 취급되는 초고대문서를 진서로 인정받는 신전(神典)에 비비기 위해 진서들을 끌어들인 편의적 범주다.
고전사서 중 『선대구사본기』는 유일하게 에도시대부터 위서로 평가받아 왔는데, 아고 본인도 그것을 인식하고 있었다. 그러나 그 가치를 전면적으로 부정하지 않고, 기기 정도는 아니지만 기기 다음으로 중요한 신전임에는 변함이 없다고 평가했다.
고전사서(古伝四書)
- 『우에츠후미』
- 『호츠마츠타오』
- 『미카사후미』
- 『카타카무나노 우타히』

『카타카무나』를 제외하고 “고전삼서”라고도 한다. 이 “고전사서”는 신대문자로 쓰였다는 외견상의 공통점에 의한 분류일 뿐, 내용에 따른 범주가 아니다.
고사사서(古史四書)
- 『구키 신전정사』
- 『타케우치 태고사』
- 『후지 고천원 조사』
- 『모노노베 비사』

『모노노베』를 제외하고 “고사삼서”라고도 한다. 신대문자로도 전해졌지만, 본문은 한자만으로 쓰이거나 한자-가나 혼용으로 쓰인 것들이다. 역시 내용에 따른 범주가 아니다. 상기 제목들은 아고가 독자적으로 붙인 것들이다. 『구키』와 『후지』는 복수의 책의 집합체이며, 전체의 제목이 아니다.
『타케우치』, 『오오토모』, 『후지』 세 문서를 삼대기서( 三大奇書)라고도 한다.
이록사서(異録四書)
- 『츠카루 외삼군지』
- 『다지마 고사기』
- 『오시히전 천손기』
- 『신도원전』

『신도원전』을 제외하고 “이록삼서”라고도 한다. 고전사서, 고사사서에 포함되지 않는 것들을 묶은 것으로, 소위 “기타(其他)” 범주다. 이 역시 내용에 근거한 공통점이 있는 것이 아니다.

## 분류의 발전
동아사서(東亜四書)
- 『거란고전』
- 『환단고기』
- 『향산보권』
- 『보권변문류』

아고가 『새로운 세계로』(新しき世界へ) 지에 기고했을 때 추가한 범주다. 구상 단계에서는 『향산보권』과 『보권변문류』 대신 『죽서기년』과 『목천자전』을 꼽았지만, 이 두 책을 고사고전이라 하는 것은 무리가 있어 『향산보권』과 『보권변문류』를 넣어 발표했다. 그밖에 일본 밖의 동아시아에 관련된 것으로 『산해경』, 『봉신연의』를 꼽는 논자들도 있었지만, 『산해경』이야 고래로부터 유명한 고전이었고, 『봉신연의』는 연의(소설)이기 때문에 양심적으로 무리가 있다. 『환단고기』는 『규원사화』, 『단기고사』 등과 함께 “단군계 문헌”으로 일괄해 부를 수도 있다.
태서사서(泰西四書)
- 『오에라 린다의 서』
- 『오아스페 신성경』
- 『몰몬경』
- 『아카식 레코드』

그 밖에 제임스 처치워드가 실존을 주장한 나아칼 비문, 헬레나 블라바츠키가 실존을 주장한 『드지안의 서』, 헤르메스교의 『녹옥판』, 『토트의 서』를 꼽기도 한다. 한편 애초부터 소설 속의 작중작인 『네크로노미콘』의 실재를 믿고 여기에 꼽는 사람도 있다.
『오아스페』는 존 발로 뉴브로라는 미국 치과의사가 자동기술법으로 쓴 것이라고 밝혀졌고, 아카식 레코드는 개념이지 물리적으로 실존하는 문서가 아니다.
지방사서(地方四書)
- 『갑비고적고』
- 『아소 헤이타테 신사 문서』
- 『아름다운 모리 모노가타리』
- 『진청탐당증』

『아름다운 모리 모노가타리』는 신대문자로 쓰여 있기에 정의상 “고전사서”로 넣을 수 있지만, 아고는 그에 관해 특별히 언급하지 않았다.
은닉사서(秘匿四書)
- 『아베 문서』
- 『인베 문서』
- 『키요하라 문서』
- 『쿠메 문서』

상기 네 책은 미확인 문헌이다. 아무것도 발견된 것도 없고 소문의 범위를 벗어나지 않아 상세불명이다. 위서로조차 실존하지 않을 가능성이 높다.